# أوا سيني سار
أوا سيني سار (بالإنجليزية: Awa Sène Sarr)‏، هي مُمثلة وكوميدية سنغالية.

## أعمالها
- 1989 : «داكار كلاندو» (بالفرنسية: Dakar Clando)‏.
- 1989 : (بالفرنسية: Le grotto de Sou Jacob)‏.
- 1997 : (بالفرنسية: Une couleur café d'Henri Duparc)‏.
- 1998 : كيريكو والساحرة (بالإنجليزية: Kirikou and the Sorceress)‏.
- 2000 : «فات كيني» (بالفرنسية: Faat Kiné)‏.
- 2000 : «أمول ياكار» (بالفرنسية: Amul Yakaar)‏.
- 2000 : «باتو» (بالفرنسية: Battù)‏.
- 2005 : «كيريكو والوحوش البرية» (بالإنجليزية: Kirikou and the Wild Beasts)‏.
- 2012 : «كيريكو والرجل والمرأة» (بالإنجليزية: Kirikou and the Men and Women)‏.

## روابط خارجية
أوا سيني سار على موقع IMDb (الإنجليزية)
- أوا سيني سار على موقع قاعدة بيانات الفيلم (الإنجليزية)